# Ва (народ, Индокитай)

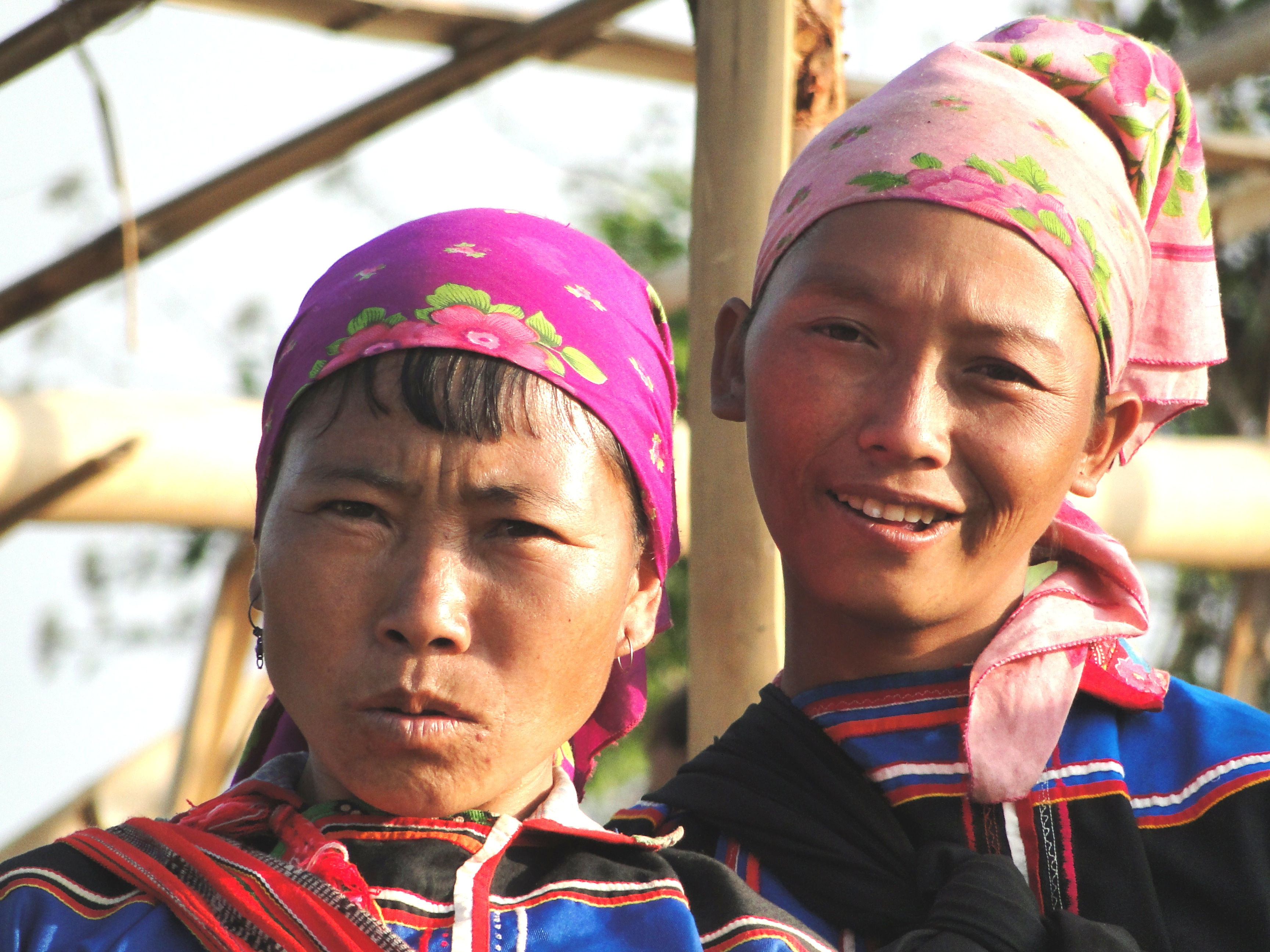
Две представительницы народа ва в традиционной одежде

Ва (кит. 佤族, пиньинь wǎzú; бирм. ဝလူမ္ယုိး; [wa̰ lùmjóʊ]; самоназвание — Ba rāog (брао, плао) — группа народов, считающихся одними из древнейших обитателей Индокитайского полуострова.

## Описание
Живут на юго-западе провинции Юньнань в Китае (400 тыс. чел), на севере Таиланда (800 тыс. чел) и в горных районах на северо-востоке Мьянмы. 
Родственны народам палаунг, вместе с которыми насчитывают около 400 тыс. человек. Входят в 56 официально признанных народов КНР. Языки ва, распадающиеся на множество диалектов, относится к мон-кхмерской подсемье австроазиатской семьи языков. Религия — анимизм; распространён культ черепов, считающихся вместилищем духа-хранителя. Среди ва высокогорных районов в значительной мере сохраняются родо-племенные структуры. Женщины занимаются земледелием (подсечно-огневого типа), мужчины — охотой. В предгорных и долинных районах Мьянмы и Китая ва перешли к пашенному земледелию. У некоторых групп китайских ва было традиционно развито производство серебряных украшений. Традиционные религиозные представления — анимизм, тотемизм и культ предков. До 1970-х годов среди ва была распространена охота за человеческими головами.